# 呂号第二十九潜水艦
|          |                                                                       |
| 艦歴     |                                                                       |
| 計画     | 大正7年度計画                                                         |
| 起工     | 1921年6月2日                                                          |
| 進水     | 1922年12月5日                                                         |
| 就役     | 1923年9月15日                                                         |
| 除籍     | 1936年4月1日                                                          |
| その後   | 1940年4月1日廃潜第9号と仮称                                           |
| 性能諸元 |                                                                       |
| 排水量   | 常備：852.3トン 水中：886.4トン                                       |
| 全長     | 74.22m                                                                |
| 全幅     | 6.12m                                                                 |
| 吃水     | 3.73m                                                                 |
| 機関     | ズルツァー式ディーゼル2基 電動機、2軸 水上：1,200馬力 水中：1,200馬力 |
| 速力     | 水上：13kt 水中：8.5kt                                                |
| 航続距離 | 水上：10ktで9,000海里 水中：4ktで85海里                               |
| 燃料     | 重油                                                                  |
| 乗員     | 44名                                                                  |
| 兵装     | 12cm単装砲1門 53cm魚雷発射管 艦首4門 魚雷8本                          |
| 備考     | 安全潜航深度：45.7m                                                   |

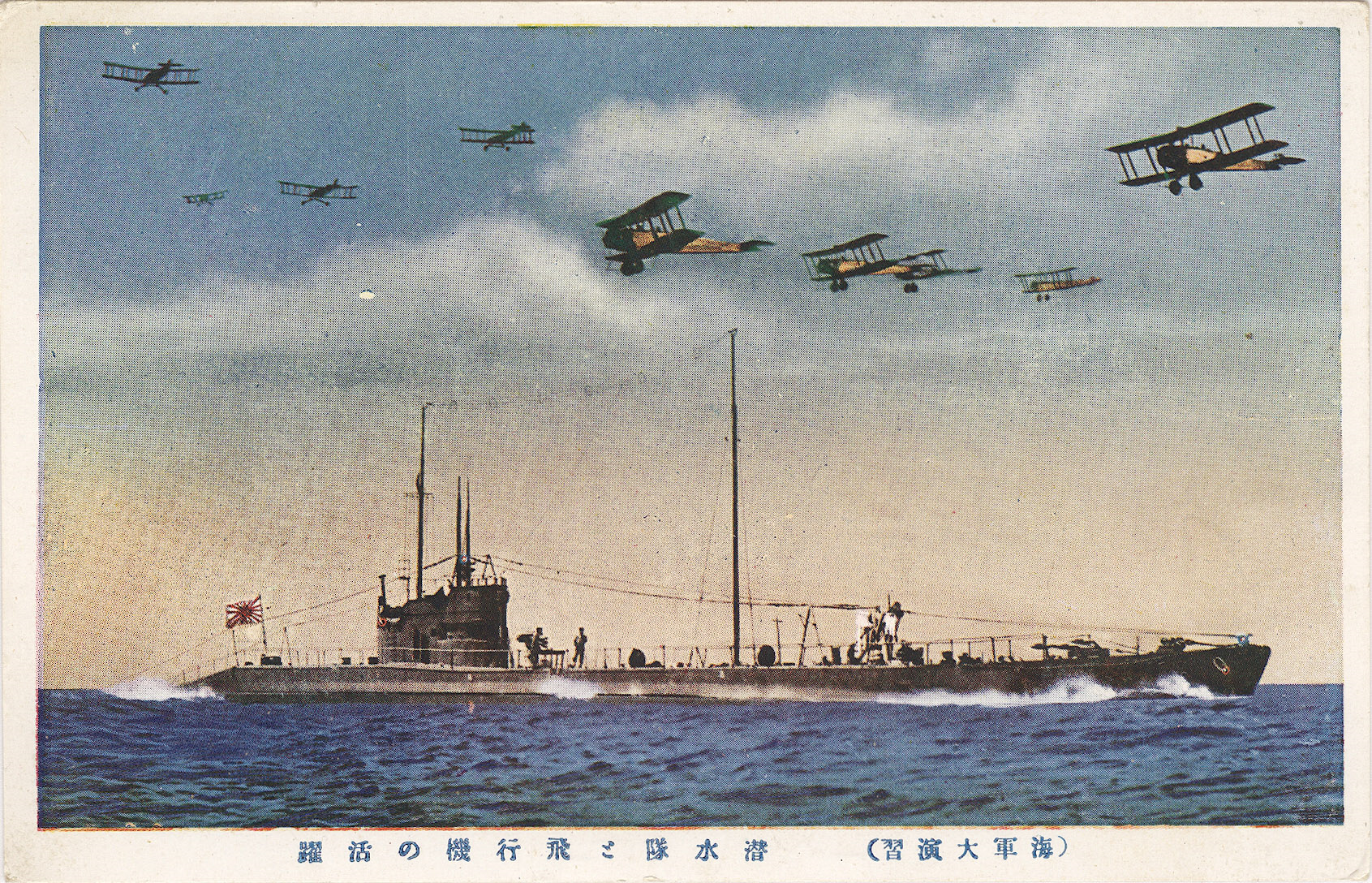
呂号第二十九潜水艦と一〇式艦上偵察機（1930年頃）

呂号第二十九潜水艦（ろごうだいにじゅうきゅうせんすいかん）は、日本海軍の潜水艦。呂二十九型潜水艦（特中型、海中5型）の1番艦。竣工時の艦名は第六十八潜水艦。

## 艦歴
1921年（大正10年）6月2日、川崎造船所で起工。1922年（大正11年）12月5日進水。1923年（大正12年）9月15日竣工。竣工時の艦名は第六十八潜水艦、二等潜水艦に類別。1924年（大正13年）11月1日、呂号第二十九潜水艦に改称。1936年（昭和11年）4月1日に除籍。1940年（昭和15年）4月1日、廃潜第9号と仮称。
速力が13ノットに留まり、鎮守府の警備艦に配属された。

## 歴代艦長
※艦長等は『日本海軍史』第9巻・第10巻の「将官履歴」及び『官報』に基づく。

### 艤装員長
- （心得）金桝義夫 大尉：1922年12月1日 - 1923年9月15日

### 艦長
- （心得）金桝義夫 大尉：1923年9月15日 - 1925年6月1日
- 平野六三 大尉：1925年6月1日[5] - 1926年10月1日[6]
- 古宇田武郎 少佐：1926年12月1日 - 1928年9月10日
- 斎藤栄章 少佐：1928年9月10日 - 1929年11月30日
- （兼）寺岡正雄 大尉：1929年11月30日[7] - 1930年4月1日[8]
- （兼）溝畠定一 大尉：1930年4月1日[8] - 12月1日[9]
- 田村礼三 大尉：1930年12月1日[9] - 1931年12月1日[10]
- 西野耕三 大尉：1931年12月1日[10] - 1933年9月6日[11]
- （兼）山田隆 大尉：1933年9月6日 - 1934年3月20日
- 江見哲四郎 大尉：1934年3月20日 - 11月1日
- 中川肇 大尉：1934年11月1日[12] - 12月15日[13]